# Trol

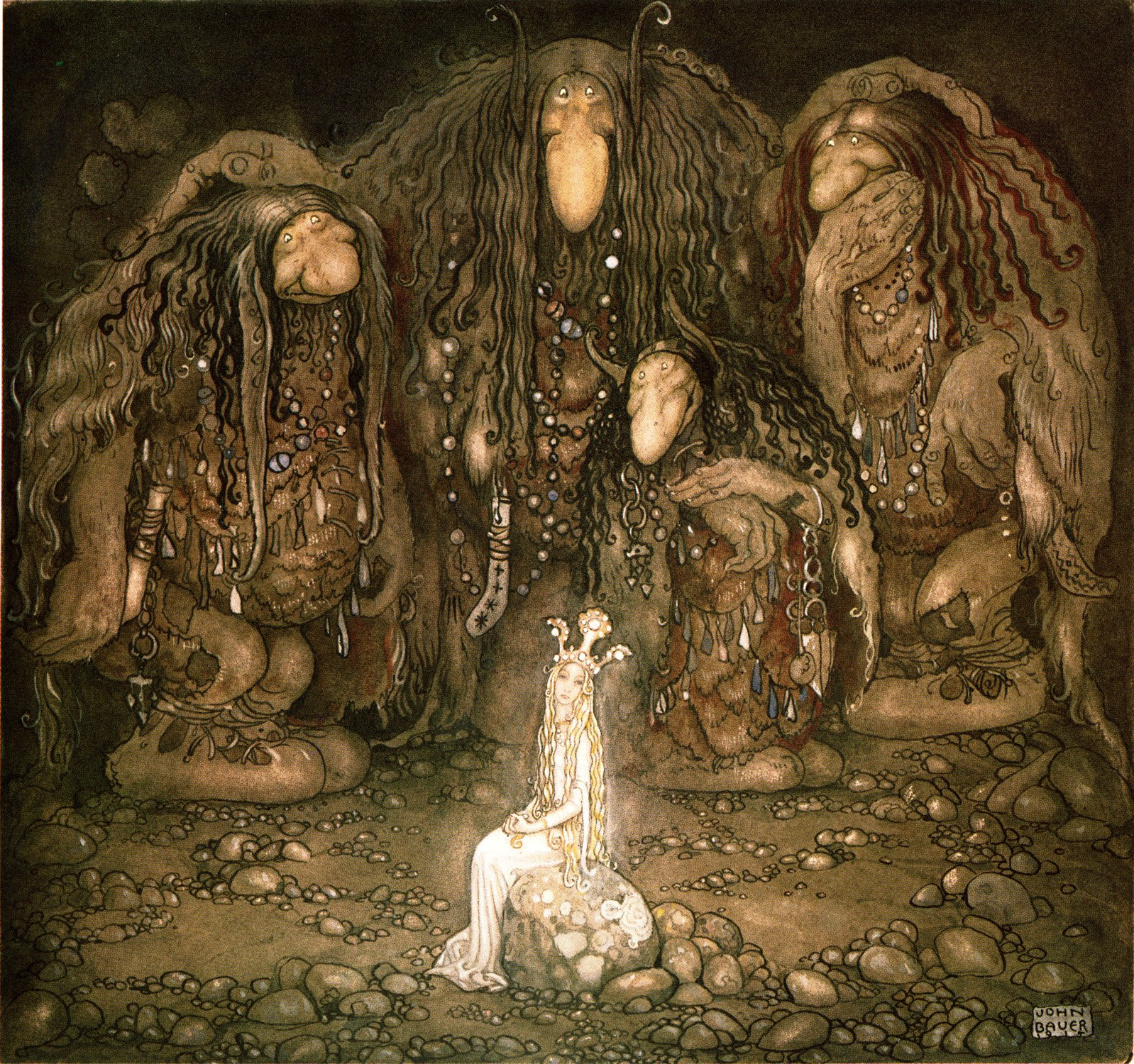
Troles con una princesa raptada (John Bauer, 1915).

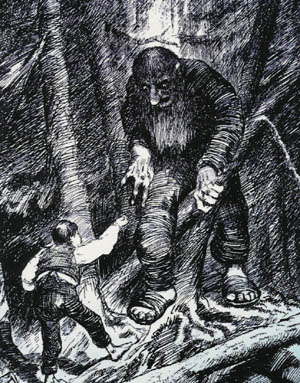
Askeladden y un trol, por Theodor Kittelsen.

Un trol (del nórdico troll) es un temible miembro de una mítica raza antropomorfa del folclore escandinavo. Su papel en los mitos cambia desde gigantes diabólicos —similares a los ogros de los cuentos de hadas ingleses— hasta taimados salvajes más parecidos a hombres que viven bajo tierra en las colinas o montículos, inclinados al robo y el rapto de humanos que, en el caso de los infantes, eran sustituidos por niños cambiados. También se les puede llamar «gente de la colina» o «del montículo». En los cuentos de las islas Shetland y Orcadas, los troles son llamados trowes.
La literatura, el arte y la música nórdica de la época romántica en adelante ha adaptado los troles de diversas formas; a menudo con la forma de una raza aborigen, dotados de enormes orejas y narices. Desde aquí, así como desde cuentos de hadas escandinavos como El gruñido de los tres chivos, los troles han alcanzado reconocimiento internacional y, en la literatura fantástica y los juegos de rol modernos, aparecen hasta el extremo de ser personajes tipo.

## Troles en el folclore escandinavo
El significado de la palabra troll es incierto. Originalmente podría haber tenido el significado de sobrenatural o mágico con un revestimiento de maligno y peligroso. Otra probable sugerencia es que significa «alguien que se comporta violentamente». En la antigua ley sueca, trolleri era un tipo particular de magia usada para provocar daño. Debería advertirse que términos escandinavos como trolldom (brujería) y trolla/trylle («realizar trucos de magia») no implican relación alguna con los seres mitológicos. Más aún, en las fuentes de la mitología escandinava, troll puede significar cualquier ser extraño, incluyendo pero no limitado a los gigantes nórdicos (jötnar).
En Skáldskaparmál, el poeta Bragi Boddason encuentra una trol femenina que le saluda con estos versos:

Troll kalla mik
tungl sjötrungnis,
auðsug jötuns,
élsólar böl,
vilsinn völu,
vörð náfjarðar,
hvélsvelg himins –
hvat's troll nema þat?
«Me llaman trol,
roedora de la Luna,
gigante de los vendavales,
maldición de las lluvias,
compañera de la Sibila,
arpía nocturna errante,
tragona del pan celestial.
¿Qué es sino un trol?

El antiguo significado original de la palabra troll parece haber pervivido algún tiempo después de que la antigua literatura escandinava fuese documentada. Esto puede verse en términos tales como sjötrollet («trol del mar»), sinónimo de havsmannen («hombre del mar»), un espíritu protector del mar y especie de equivalente masculino de la sjörå (véase huldra).
En Escandinavia hay muchos lugares llamados en honor a los troles, como la ciudad sueca de Trollhättan («capucha de trol») y la legendaria montaña Trollkyrka («iglesia de trol»).
Gradualmente puede discernirse la formación de dos tradiciones principales sobre el uso de troll. En la primera, el troll es un descendiente directo de los jötnar escandinavos, grande y bruto. Se les suele describir como feos o con características animales como colmillos u ojos ciclópeos. Ésta es la tradición que ha llegado a dominar cuentos de hadas y leyendas (véase más abajo), pero también el concepto prominente de troll en Noruega. Como regla general, lo que sería llamado un «troll» en Noruega sería en Dinamarca y Suecia un «gigante» (jætte o jätte, derivado de jötunn).

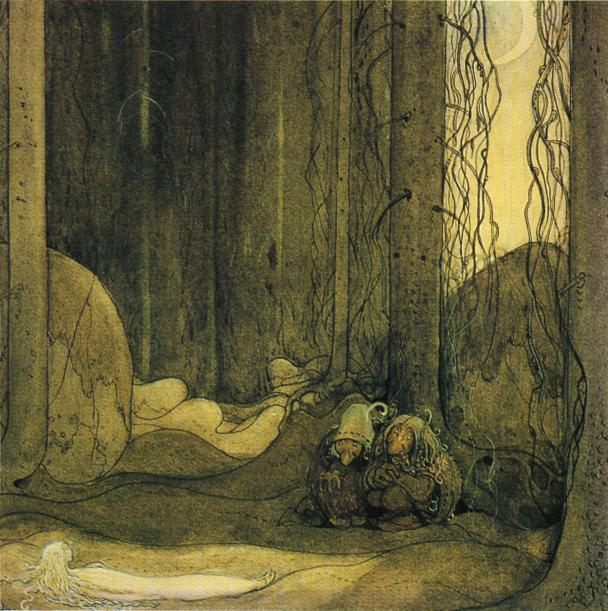
Troles con un niño cambiado que han criado (John Bauer, 1913); estos se llaman trasgos.

En algunos relatos noruegos, tales como la balada medieval Åsmund Frægdegjevar, los troles viven en una lejana tierra norteña llamada Trollebotten, cuyo concepto y ubicación parecen coincidir con el antiguo Jötunheimr escandinavo.
La segunda tradición es más prominente en el sur de Escandinavia. Inversamente, lo que sería llamado troll en el sur de Suecia y Dinamarca se llamaría huldrefolk en Noruega y vitterfolk en el norte de Suecia (véase Isla de Wight). El término sureño se originó probablemente por una generalización de los términos haugtrold («trol del montículo») o bergtroll («trol de la montaña»), ya que los troles de esta tradición residen bajo tierra.
Estos troles son muy parecidos a los humanos en apariencia. A veces tenían una cola escondida en sus ropas, pero ni siquiera eso era definitivo. Una forma frecuente de reconocer a un trol con aspecto humano en el folclore es fijarse mejor en lo que visten: en particular, las trol iban a menudo vestidas demasiado elegantemente para ser humanas que se mueven con frecuencia por el bosque.
Sin embargo, la mayoría de las veces los troles se mantenían invisibles y así podían viajar sobre los vientos, como en el caso del trol de viento Ysätters-Kajsa, o colarse en los hogares humanos. A veces solo podía oírseles hablar, gritar y hacer ruido, o el sonido de su ganado. Similarmente, si se estaba en el bosque y se olía comida guisándose, se sabía que había un trol viviendo cerca. Los troles también eran famosos por su habilidad para cambiar de forma, adoptando el aspecto de troncos caídos o animales como gatos y perros. Una noción bastante frecuente es que a los troles les gustaba aparecer como bolas de hilo rodantes.
Mientras los grandes troles ogrunos aparecen a menudo como seres solitarios, se creía que los troles «pequeños» era seres sociales que vivían juntos, como los humanos pero en el bosque. Criaban animales, cocinaban y horneaban pan, eran excelentes en la artesanía y celebraban grandes banquetes. Como muchas otras especies del folclore escandinavo, se decía que vivían en complejos subterráneos, accesibles desde entradas bajo grandes cantos rodados del bosque o las montañas. Estos cantos podían estar erigidos sobre pilares de oro. En sus moradas, los troles acumulaban oro y tesoros. Había discrepancias sobre si los troles eran básicamente malvados o no, pero a menudo trataban a la gente como ellos eran tratados. Sin embargo, los troles podían provocar mucho daño cuando eran vengativos o juguetones, y a pesar de otras cosas siempre eran paganos. Los troles también eran grandes ladrones, y les gustaba robar la comida que los granjeros almacenaban. Podían entrar invisibles en los hogares durante los banquetes y comer de los platos de forma que no hubiese bastante comida, o echar a perder la cerveza y el pan de forma que faltase o no fuese suficiente.
A veces los troles raptaban a gente para hacerlos sus esclavos o al menos sus prisioneros. Estas pobres almas eran conocidas como bergtagna («llevados a la montaña» o «tomados por la montaña»), que también es la palabra escandinava para «llevarse por arte de magia». Estar bergtagen no solo se refería a la desaparición de la persona, sino también a que tras su retorno, quedaban afectados por la locura o apatía provocada por los troles. Cualquiera podía ser raptado por los troles, incluso el ganado, pero el mayor riesgo lo corrían las mujeres que habían dado a luz pero no habían sido llevadas aún de vuelta a la iglesia.
Ocasionalmente, los troles robaban incluso un bebé recién nacido, dejando a su propio vástago, un (bort)byting («niño cambiado»), en su lugar.
Para guardarse de los troles siempre podía confiarse en el cristianismo: las campanas de iglesia, un crucifijo o incluso palabras como «Jesús» o «Cristo» servían contras ellos. Como otras criaturas del folclore escandinavo, también temían al hierro. Además de eso, fueron perseguidos por Thor, uno de los últimos vestigios de la antigua mitología escandinava, quien arrojaba sus martillos como rayos para matarlos. Estos martillos podía luego encontrarse en la tierra (en realidad hachas de la Edad de Piedra) y usadas como talismanes protectores.

### Cuentos de hadas y leyendas

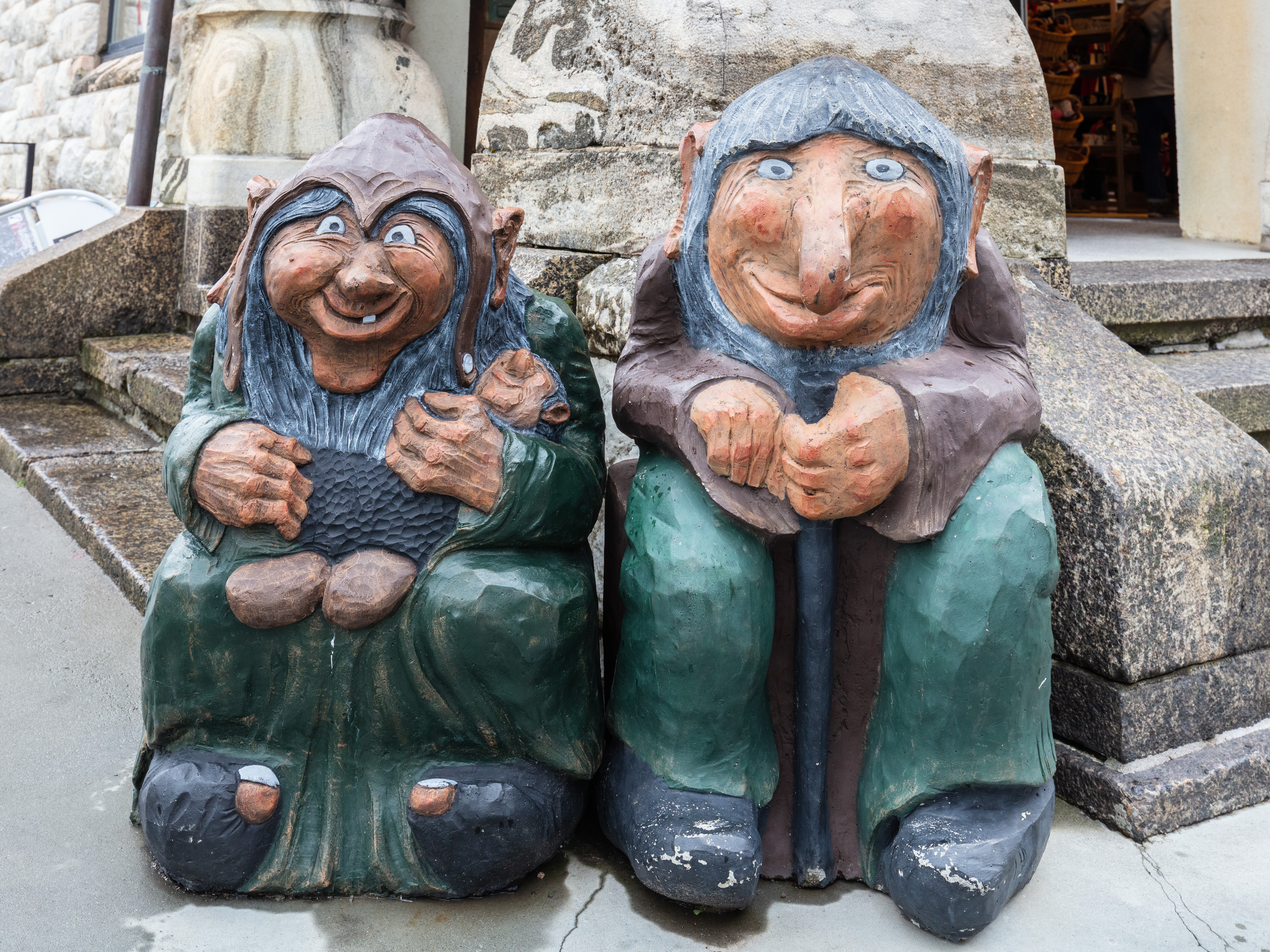
Troles en Ålesund, Noruega.

Mientras el folclore popular consistía fundamentalmente en anécdotas cortas que describían cosas que (supuestamente) sucedieron a gente cercana, los cuentos de hadas son relatos que rara vez reclamaban ser ciertos de la misma forma. Muchos de los cuentos de hadas donde aparecen troles fueron escritos a finales del siglo XIX y principios del XX, reflejando el romanticismo de la época, y publicados en colecciones de cuentos de hadas como Tomtar och Troll. Estos relatos, así como las ilustraciones de artistas como John Bauer y Theodor Kittelsen, llegarían a formar las ideas que la mayoría de la gente tiene actualmente sobre los troles.
En las leyendas de las Edad Media y anteriores también aparece un tipo de troles de dimensiones más horripilantes. Esto podría reflejar una visión pasada de los troles como criaturas claramente malvadas que se suavizaría en el folclore posterior (véase más arriba), o ser solo otro ejemplo de relatos fantásticos exigiendo dimensiones fantásticas.
En los cuentos de hadas y leyendas los troles son menos la gente que vive junto a los humanos y más criaturas aterradoras. Particularmente en estos relatos aparecen con cualquier tamaño, variando este desde el de los enanos hasta el de los gigantes. A menudo se les considera poco inteligentes (especialmente a los masculinos, pues las femeninas o trollkonor pueden ser bastante astutas), muy fuertes, de grandes narices, brazos largos, peludos y no muy hermosos (siendo de nuevo las féminas una excepción, al ser con frecuencia bastante atractivas). En los cuentos de hadas escandinavos los troles a veces se vuelven de piedra si les da la luz del sol.
Los siguientes extractos de la balada danesa Eline af Villenskov describen el aspecto físico de los troles en la mitología escandinava:

Había setecientos troles,
eran feos y adustos,
harían una visita al granjero,
para comer y beber con él.
Entonces dijo el trol más pequeño
(no era mayor que una hormiga):
«Aquí viene un cristiano,
al que seguro manejaré».

## Troles en el arte, la música y la literatura nórdicas

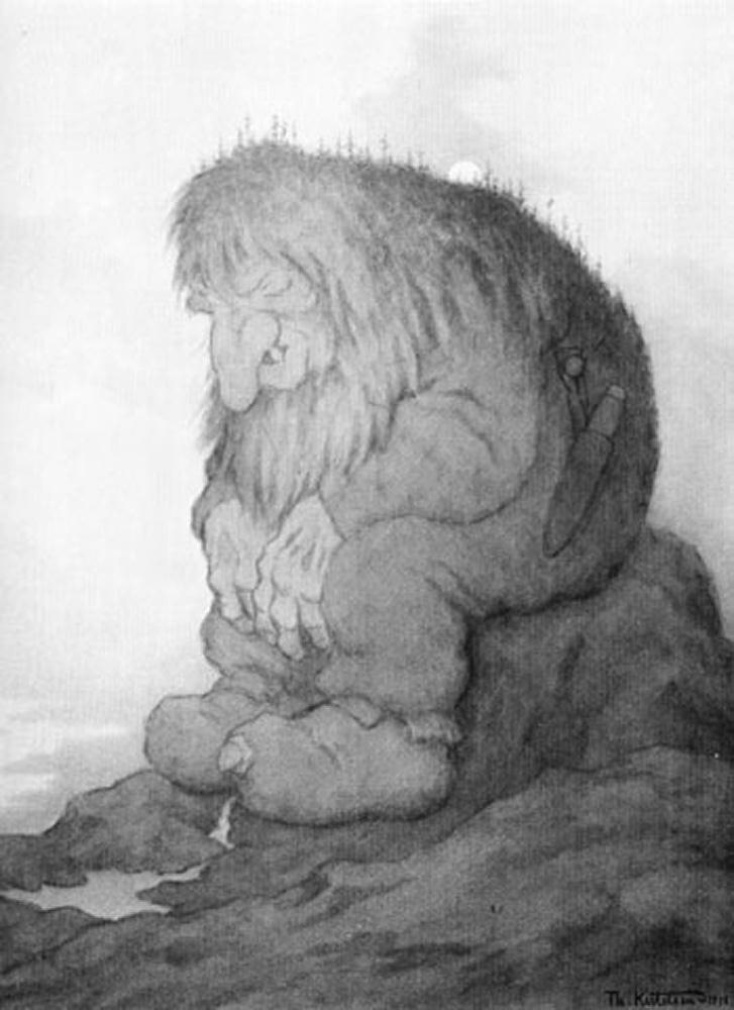
Trol deliberando sobre su edad. (Theodor Kittelsen, 1911).

Edvard Grieg, el más importante compositor noruego del siglo XIX, escribió varias piezas sobre los troles, incluyendo una partitura basada en el Peer Gynt de Henrik Ibsen, la famosa En la gruta del rey de la montaña y la Marcha de los troles. Sobre sus motivaciones, Grieg escribió: «Lo peculiar en la vida fue lo que hizo salvaje y loco... poder enano y salvajismo indomable... fantasía bizarra y audaz.» El antiguo hogar de Grieg, Troldhaugen («la colina del trol») es hoy un museo.
Como Grieg, el director Johan Halvorsen era un compositor nacionalista noruego. Escribió La princesa y el trol gigante, Los troles entran en la montaña azul y la Danza de los troles pequeños.
Geirr Tveitt fue fuertemente influenciado por el romanticismo de Grieg y su exploración cultural del folclore escandinavo y la música tradicional noruega. Las Canciones trol de Tveitt incluyen obras tales como El violinista trol enfadado y El chico con el tesoro trol. El 80% de las obras de Tveitt se perdió trágicamente en un incendio.
En la literatura infantil sueca, los troles no son malos por naturaleza, sino primitivos e incomprendidos. Sus fechorías se deben a una combinación de rasgos humanos básicos y comunes, como la envidia, el orgullo, la avaricia, la ingenuidad, la ignorancia y la estupidez. En algunos de los cuentos de hadas escritos por Elsa Beskow a principios del siglo XX, los troles se muestran también como una raza autóctona de cazadores y recolectores que huyen de la civilización invasora humana. Donde los hombres hacen una carretera, los troles desaparecen.
Los niños escandinavos pequeños suelen entender el concepto de los troles, y una manera de habituarles a cepillarse los dientes es decirles que se deshagan de los pequeñísimos «troles de los dientes» que de otra forma harían agujeros en ellos. Es este un recurso pedagógico usado para explicar las bacterias por el autor noruego Torbjørn Egner en su historia Karius og Baktus.
La autora sueco-finlandesa Tove Jansson ha alcanzado fama mundial con sus Moomintrolls.
En el género de la paleoficción, el prestigioso paleontólogo finés Björn Kurtén ha jugado con la teoría (por ejemplo, en La danza del tigre) de que los troles sean un lejano recuerdo de un encuentro con los neandertales de nuestros ancestros los cromagnones hace unos 40.000 años, durante su migración hacia el norte de Europa. El paleoantropólogo español Juan Luis Arsuaga proporciona pruebas de estos tipos de encuentros en su libro El collar del neandertal. La teoría de que los neandertales y los cromagnones ocupasen la misma zona de Europa en la misma época histórica ha sido corroborada por pruebas fósiles. Los neandertales bien pueden haber sobrevivido en épocas históricas y puede que se les recuerde como troles, pero hay pocas evidencias a favor de esta teoría. Otros investigadores creen que las historias sobre troles pueden referirse simplemente a tribus vecinas.
Hay cierta especulación sobre si la famosa historia Rumpelstiltskin surgió a partir de un cuento popular sobre troles que guarda muchas similitudes. Aunque la historia original del trol incluye a un predicador que contrata a un trol para construir una iglesia en lugar de una mujer que necesita hilar paja en otro, el elemento central de un pacto que debe ser satisfecho adivinando el nombre de la otra parte, y la subsiguiente muerte del trol o ser cuyo nombre es adivinado resulta central en ambas historias.

## Troles estadounidenses

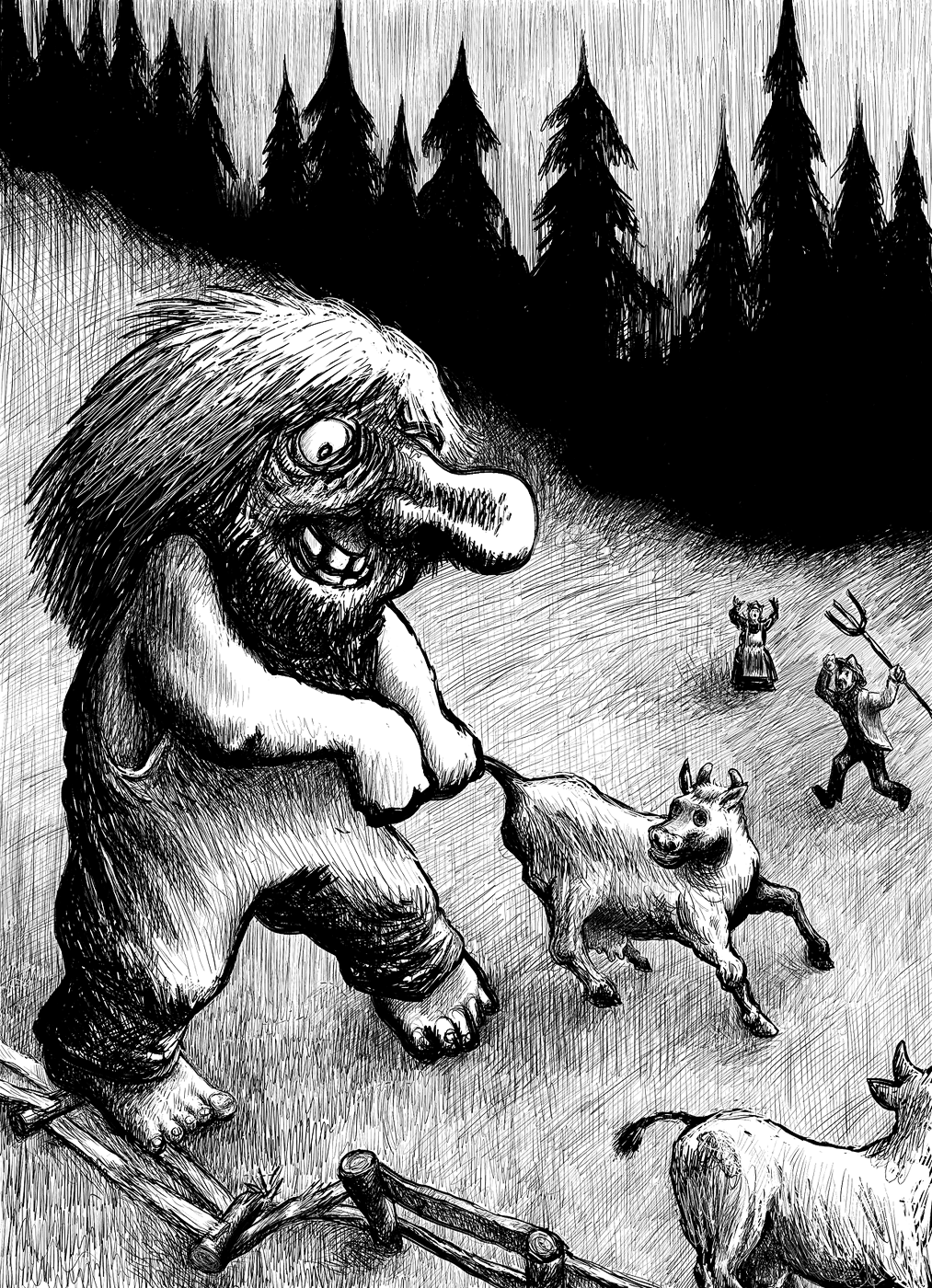
Trol robando una vaca a dos granjeros.

Los cuentos populares escandinavos relacionados con los troles como El gruñido de los tres chivos son conocidos en otras culturas europeas y de ascendencia europea. En los Estados Unidos, Canadá y el norte de México, la antigua creencia en los troles ha sido sustituida en la actualidad por la creencia en el Pie grande y el Chupacabras. Muchas estatuas de troles adornan el distrito de negocios del centro de Mount Horeb, Wisconsin, lo que ha hecho que la ciudad sea llamada The Troll Capital. También hay un barrio en la parte noreste de Fargo, Dakota del Norte, llamado Trollwood.

## Troles en la ficción moderna

### En la literatura
En la Tierra Media de J. R. R. Tolkien, los troles son humanoides muy grandes (de cerca de 3 metros de alto), inmensamente fuertes y de poca inteligencia. Fueron creados por el Nigromante en las mazmorras de Utumno, con el fin de servir a su señor. Bastante tiempo más tarde, durante la Guerra del Anillo, fueron mejorados por Sauron. Se dividen en varios tipos: troles de las colinas, de las montañas, de las nieves, de las cuevas y de piedra (que se petrifican cuando les da la luz del sol). Aunque se describen muchos de los distintos tipos, los únicos con los que se encuentran los personajes son tres troles de las colinas (por parte de Bilbo) y un troll de las cavernas por la Comunidad en Moria.
En los libros del Mundodisco de Terry Pratchett, los troles son grandes criaturas compuestas de roca que se alimentan también de ésta. Tienen una tendencia cultural hacia la violencia, y su inteligencia es inversamente proporcional a la temperatura, haciéndoles bastante estúpidos en climas templados. Su tamaño aumenta con la edad, desde guijarros hasta montañas. Arrastran la mala fama de comerse a la gente, pero este estereotipo es falso, pues son incapaces de digerir nada que no sea roca (sin embargo, algunos troles de las regiones montañosas de Uberwald no han empezado a comprender este hecho). Prestan sin embargo especial atención a evitar reducir humanos a pulpa sin querer para poder ser socialmente aceptados. El bar El Tambor Remendado tiene contratado troles como personal de seguridad. Se les llama «salpicadores» porque, como puede deducirse de las implicaciones de un ser silíceo rebotando contra un humano, los troles no son muy buenos «rebotadores». Los yetis son una subespecia de trol que viven en zonas montañosas y que hila su lana de roca (aunque solo ellos saben exactamente cómo). Los yetis del Mundodisco pueden «salvar» sus vidas si creen que va a haber algún tipo de peligro, procediendo entonces con la tranquila seguridad de que si mueren, volverán al punto salvado y harán todo de nuevo, excepto porque «esta vez no será tan estúpido». Esto se describe como una especie de premonición retroactiva.
En el mundo de Harry Potter, los troles son monstruos gigantes que matan todo lo que encuentran. En Harry Potter y la piedra filosofal, Harry y Ron Weasley salvan a Hermione Granger de un trol de las montañas adulto. En la película el trol fue animado por computadora. Hay algunas otras menciones más a los troles; por ejemplo, se rumorea que la escoba que Dolores Umbridge «confiscó» a Harry era custodiada por troles. Los «troles de seguridad» son también mencionados en varios lugares: aparentemente pueden ser contratados como guardias.
En la serie Artemis Fowl, los troles son la mayor de las razas de hadas. Son monstruos peludos de inmensa fuerza y poca o ninguna inteligencia. Luchan con un par de colmillos o con garras retráctiles venenosas en cada «mano». El veneno hace que la víctima entre en una euforia, paralizándola y perdiendo la consciencia.
En el libro de fantasía Jarkeq de Vharga y el Wyvern de la Verdad aparecen diferentes tipos de trol, como el trol de cristal o el trol de ajedrez. Curiosamente, en la propia historia se cuenta que más de una criatura es llamada trol de forma equivocada por la apatía a la hora de clasificar los diferentes seres que pueblan el mundo de la novela.
En el libro La historia interminable, de Michael Ende, los troles son criaturas con forma de árbol, análogas a los ents de Tolkien.
El universo literario creado por Melissa de la Cruz en las novelas de los Sangre Azul y La Familia Beauchamp (Las Brujas de East End), los Troles son descritos como criaturas humanoides que se encargan de proteger la entrada al Infierno.
La película noruega titulada Trolljegeren (The Troll Hunter), de 2010, escrita y dirigida por André Øvredal, de fantasía oscura realizada en estilo falso documental del género "metraje encontrado" se inspira en la figura folclórica tradicional, mientras que otra película de terror sobre el tema, la sueca Gräns (Border) de 2018, un drama fantástico que ganó el premio “Un certain regard” al mejor director, en el Festival de Cine de Cannes de 2018 y estuvo nominada al Óscar 2019 al mejor maquillaje y peluquería, dirigida por el danés de origen iraní Allí Abbasi, los presenta como una especie diferente a la humana.

### En la músicaheavy metal
Dentro del género musical heavy metal de la escena escandinava y en menor medida en la eslava, son muy comunes las bandas que hablan sobre troles, duendes y otras criaturas o temas relacionados con la mitología nórdica; principalmente en subgéneros como el folk metal, celtic metal, viking metal y black metal. Bandas como Finntroll, Faanefjell, Aktarum o Nogroth, entre otras, son claros ejemplos de esto. Algunas de estas bandas han denominado al estilo "troll metal", cómo un subgénero asociado al black metal, viking metal o metal pagano o una fusión específica de géneros extremos del metal y la música folk escandinava con ciertos patrones que dan una sonoridad épica o fantástica y algo oscura.

### En los videojuegos
En la famosa franquicia de videojuegos Warcraft, los troles son criaturas delgadas y altas, y con una piel de colores entre azulado, verdoso y violáceo. Aunque hay mucha variedad, son por lo general una civilización selvática, salvaje y tribal inspirada en las culturas mesoamericanas y jamaicanas.

### En series y películas
La película noruega titulada Trolljegeren (The Troll Hunter), de 2010, escrita y dirigida por André Øvredal, de fantasía oscura realizada en estilo falso documental del género "metraje encontrado" se inspira en la figura folclórica tradicional, mientras que otra película de terror sobre el tema, la sueca Gräns (Border) de 2018, un drama fantástico que ganó el premio “Un certain regard” al mejor director, en el Festival de Cine de Cannes de 2018 y estuvo nominada al Óscar 2019 al mejor maquillaje y peluquería, dirigida por el danés de origen iraní Allí Abbasi, los presenta como una especie diferente a la humana.
- David el Gnomo
- A Troll in Central Park
- Harry Potter y la Piedra Filosofal
- El Señor de los Anillos
- Jake Long el Dragón Occidental
- Las Aventuras de Merlín
- Gnomes & Trolls
- Tinker Bell and the Lost Treasure
- The Troll Hunter
- Bajoterra
- La Reina de las Nieves
- El Hobbit
- Frozen
- La Reina de las Nieves: El Espejo Encantado
- Relatos de Arcadia
- La Reina de las Nieves 3: Fuego y Hielo
- Trolls (2016)
- Hilda
- Border
- La Reina de las Nieves en la Tierra de los Espejos
- Frozen II
- Troll: una Aventura mágica
- El Chico que salvó la Navidad
- Trolls 2: gira mundial
- Trol (2022)
- Trolls 3: Se armó la banda